# Jeder Tag ein Feiertag
Jeder Tag ein Feiertag ist eine US-amerikanische Spielfilmkomödie aus dem Jahr 1937. Sie wurde von Emanuel Cohen unter der Regie von A. Edward Sutherland bei Major Pictures Corp. und Paramount Pictures produziert. Der Film wurde in Schwarzweiß gedreht. Die Premiere fand am 18. Dezember 1937 in den USA statt.

## Handlung
Die Filmhandlung ist im New York der Jahrhundertwende angesiedelt. Peaches O’Day ist eine berüchtigte Trickbetrügerin. Der Polizist Captain Jim McCarey ist in sie verliebt, daher fordert er sie auf, die Stadt zu verlassen, damit er nicht gezwungen ist, sie zu verhaften. Peach tritt jedoch in einer Bühnenshow auf, die von Van Reighle Van Pelter Van Doon, dessen Butler Larmadou Graves sowie ihrem Manager Nifty Bailey organisiert wird. Hierfür benutzt sie eine falsche Identität, indem sie sich als eine französische Künstlerin namens Fifi ausgibt. Der Polizeichef John Quade wird aufmerksam auf sie und versucht sich an sie heranzumachen. Peaches weist ihn jedoch ab, woraufhin Quade McCarey befiehlt, die Bühnenshow unter fadenscheinigen Gründen zu schließen. McCarey weigert sich und wird suspendiert. Peaches gelingt es, aus Quades Büro ihre Ermittlungsakten sowie die von Quades kriminellen Spießgesellen zu stehlen. 
Sie ermuntert den suspendierten McCarey gegen Quade als Bürgermeister zu kandidieren. Kurz vor einer wichtigen Rede wird McCarey jedoch von Quades Spießgesellen entführt. Peaches führt den Wahlkampf für ihn weiter. McCarey kann seinen Entführern entfliehen und erscheint rechtzeitig zu seiner Rede im Madison Square Garden. McCarey gewinnt die Wahl und heiratet Peaches. Am Ende wird klar, dass es sich um einen raffinierten Plan von Peaches handelte, die Quades Spießgesellen bestochen und dazu gebracht hatte, McCarey zu entführen, um die öffentliche Meinung gegen Quade aufzubringen.

## Hintergrund
Every Day’s a Holiday war der letzte Film von Mae West bei Paramount.

## Auszeichnungen
Wiard Ihnen wurde 1938 für Every Day’s a Holiday für einen Oscar in der Kategorie Bestes Szenenbild nominiert.